# شاهترجية
الشَّاهْتَرَجيَّة أو الفُوماريَّة (الاسم العلمي: Fumarioideae)، فُصيلة نباتات من فصيلة الخشخاشية. كانت تُعامل سابقًا كفصيلة مُنفصلة. تضم حوالي 575 نوعًا من النباتات العشبية ضمن 20 جنسًا، أعطانها نصف الكرة الشمالي وجنوب إفريقيا. أكبر جنس في الفصيلة هو القنبري (يضم 470 نوعا).